# Donati (månekrater)
Donati er et nedslagskrater på Månen. Det befinder sig i det forrevne sydligt-centrale højland på Månens forside og er opkaldt efter den italienske astronom Giovanni B. Donati (1826 – 1873).
Navnet blev officielt tildelt af den Internationale Astronomiske Union (IAU) i 1970. 

## Omgivelser
Donatikrateret ligger lige nordvest for Fayekrateret, og afstanden mellem deres to ydre rande er mindre end 10 km. Mod nord ligger Airykrateret, som er af næsten samme størrelse, og længere mod sydøst ligger Playfairkrateret. 

## Karakteristika
Donatis ydre væg er eroderet af senere nedslag, særligt mod syd og øst, hvor småkratere ligger over dets rand. Den forvredne nordlige rand er sammensluttet med det irregulært formede satellitkrater "Airy C". Kraterbunden er irregulær og er især mod syd og sydvest mærket af mange småkratere. Der er en central top i kraterets midtpunkt.

## Satellitkratere
De kratere, som kaldes satellitter, er små kratere beliggende i eller nær hovedkrateret. Deres dannelse er sædvanligvis sket uafhængigt af dette, men de får samme navn som hovedkrateret med tilføjelse af et stort bogstav. På kort over Månen er det en konvention at identificere dem ved at placere dette bogstav på den side af satellitkraterets midte, som ligger nærmest hovedkrateret. Donatikrateret har følgende satellitkratere:
| Donati | Længde  | Bredde | Diameter |
| ------ | ------- | ------ | -------- |
| A      | 19,6° S | 4,5° Ø | 9 km     |
| B      | 20,4° S | 5,7° Ø | 11 km    |
| C      | 19,9° S | 3,4° Ø | 8 km     |
| D      | 22,1° S | 5,8° Ø | 5 km     |
| K      | 21,1° S | 6,8° Ø | 13 km    |

## Måneatlas
- Billeder af Donatikrateret i LPI-måneatlasset